# Флюгге, Зигфрид
Зигфрид Флюгге (нем. Siegfried Flügge;16 марта 1912 года, в Дрездене – 15 декабря 1997 года, в Хинтерцартене ) – немецкий физик-теоретик, внесший вклад в ядерную физику и теоретические основы ядерного оружия. Работал в немецком Uranverein (проект ядерного оружия). С 1941 года он был лектором в нескольких немецких университетах, а с 1956 по 1984 год редактором 54-томного престижного издания Handbuch der Physik .

## Образование
С 1929 по 1933 год Флюгге изучал физику в Technische Hochschule Dresden (после 1961 года, Дрезденском технологическом университете ), затем в Геттингенском университете имени Георга Августа, в котором он получил докторскую степень при Максе Борне, в 1933 году.

## Карьера
С 1933 по 1935 год он был ассистентом в университете им. Иоганна Вольфганга Гёте во Франкфурте-на-Майне. С 1936 по 1937 год он был ассистентом Вернера Гейзенберга в Лейпцигском университете. С 1937 по 1942 год, после Макса Дельбрюка, Флюгге был помощником Отто Хана в Кайзер-Вильгельмском Институте химии (KWIC, после Второй мировой войны, реорганизовавшем и переименовавшем Институт химии Макса Планка ) в Берлин-Далем .
В 1938 году Флюгге завершил обучение в Technische Hochschule München (сегодня называется Технический университет Мюнхена ).
В декабре 1938 года немецкие химики Otto Hahn and Fritz Strassmann  направили в Naturwissenschaften  рукопись, в которой сообщалось, что они обнаружили элемент барий после бомбардировки урана нейтронами; одновременно они сообщили об этих результатах Лизе Мейтнер, которая в июле того же года бежала в Нидерланды, а затем отправилась в Швецию. Мейтнер и её племянник Отто Роберт Фриш правильно истолковали эти результаты как ядерное деление. Фриш подтвердил это экспериментально 13 января 1939 года. Флюгге и Готфрид фон Дросте, помощник Мейтнера, независимо друг от друга также предсказали значительное выделение энергии при делении ядер.
В 1939 году Флюгге опубликовал две влиятельные статьи по эксплуатации ядерной энергии. С тех пор он работал над немецким проектом ядерной энергии. Соавторы этого проекта были известны под общим названием Uranverein (Uranium Club). В этом проекте он сотрудничал с Карл Фридрих фон Вайцзеккер и Фриц Хоутерманс на теоретической основе Уранмашина (буквально урановая машина, то есть ядерный реактор ). Флюгге также расширил теорию ядерного деления Нильса Бора и Я. Уилера, опубликованную в 1939 году.
Работы Флюгге по использованию ядерной энергии послужили толчком к дальнейшим действиям. Например, у Auergesellschaft было значительное количество «отработанного» урана, из которого он извлёк радий . Прочитав статью Флюгге  в Die Naturwissenschaften о техническом использовании ядерной энергии из урана, Николаус Риль, научный директор Auergesellschaft, признал поддержал такую возможность для компании. В июле 1939 года он отправился в Heereswaffenamt (HWA, Военное артиллерийское управление), чтобы обсудить производство урана. HWA был в этом заинтересован.
В 1940 году по инициативе Рудольфа Томашека, несмотря на возражения Вильгельма Мюллера, Флюгге читал лекции в Technische Hochschule München по теоретической физике в течение одного зимнего семестра. С 1941 года он был лектором в Университете Фридриха-Вильгельма (сегодня Берлинский университет имени Гумбольдта).
В 1944 году Флюгге был ординарным профессором в Кенигсбергском университете. После Второй мировой войны, с 1945 по 1947 год он занимал должность в своём альма-матер, Геттингенском университете. С 1947 по 1949 год работал в Университете Филиппс в Марбурге. С 1949 по 1950 год он был приглашённым профессором в Университете Висконсин-Мэдисон и в 1953 году в Технологическом институте Карнеги. Позже он был в Университете Альберта-Людвига-Фрайбурга .
С 1956 по 1984 год Флюгге был редактором 54-томного престижного издания Handbuch der Physik (Физическая энциклопедия), изданного Springer-Verlag.

## Семья
Зигфрид Флюгге — младший брат Вильгельма Флюгге.

## Избранные публикации

### Статьи
- Siegfried Flügge Kann der Energieinhalt der Atomkerne technisch nutzbar gemacht werden?, Die NATURWISSENSCHAFTEN том 27, Проблемы 23/24, 402 – 410 (9 июня 1939).
- Siegfried Flügge Die Ausnutzung der Atomenergie. Vom Laboratoriumsversuch zur Uranmaschine – Forschungsergebnisse in Dahlem, Deutsche Allgemeine Zeitung № 387, Дополнение (15 августа 1939 года). Английский перевод: Документ № 74 Зигфрид Флюгге: Эксплуатация атомной энергии. От лабораторного эксперимента к урановой машине – результаты исследований в Далеме [15 августа 1939 г.] в Хентшеле, Клаусе (редактор) и Энн М. Хентшель (помощник редактора и переводчик) Физика и национал-социализм: антология первоисточников (Биркхаузер, 1996) С. 197–206. [Эта статья является популярной версией статьи Флюгге в июне 1939 года в Die Naturwissenschaften . ]
- Зигфрид Флюгге и Готфрид фон Дросте Energetische Betrachtungen zu der Entstehung von Barium bei der Neutronenbestrahlung von Uran, Zeitschrift für Physikalische Chemie B, Volume 4, 274 – 280 (1939). Получено 22 января 1939 г.

### Книги
- Erwin Madelung, Karl Böhle и Siegfried Flügge Mathematischen Hilfsmittel des Physikers (математические инструменты для физика), Dritte vermehrte und verbesserte Auflage) (Dover, 1943)
- Вальтер Боте и Зигфрид Флюгге. Ядерная физика и космические лучи: обзор FIAT немецкой науки 1939-1946 гг. 2 тома 230; 198 страниц. (Управление военного правительства Германии, 1948 г.)
- Зигфрид Флюгге Теоретическая Оптика. Die Entwicklung einer physikalischen Theorie (Wolfenbüttler Verlagsanstalt, 1948)
- Siegfried Flügge Bücher der Mathematik und Naturwissenschaften (Wolfenbutteler-Verlags-Anstalt, 1948)
- Зигфрид Флюгге и Ганс Маршал Рехенметоден дер Куантериори (Springer-Verlag, 1952)
- Зигфрид Флюгге и Ганс Маршалл Rechenmethoden der Quantentheorie. Dargestellt в Aufgaben und Lösungen. Эрстер Тейл: Элементар Квантенмеханик. (Springer-Verlag, 1952)
- Siegfried Flügge Handbuch der Physik. Bd. 7. 1. Кристаллфизик 1 (Springer Verlag, 1955)
- Siegfried Flügge Handbuch der Physik. Bd. 1. Mathematische Methoden 1 (Springer Verlag, 1956) [10]
- Зигфрид Флюгге Лербух дер Теоретическая Физика (в 5 томах). Т. 1: Einführung - Elementare Mechanik und Kontinuumsphysik. (Springer, 1961)
- Зигфрид Флюгге Лербух дер еоретическая Физика. Bd. III: Классическая Физика II. Das Maxwellsche Feld. Bln. (Springer, 1961)
- Зигфрид Флюгге Лербух дер Теоретическая Физика (в 5 томах). Т. 4: Quantentheorie I. (Springer, 1964)
- Siegfried Flügge Rechenmethoden der Quantentheorie; Elementare Quantenmechanik - Dargestellt in Aufgaben und Lösungen (Springer Verlag, 1965)
- Зигфрид Флюгге Лербух дер Теоретическая Физика Бэнд II — Классический физик I Механик дер Георднетен и Унгорднетен Бевегунген (Спрингер, 1967)
- Siegfried Flügge Wege und Ziele der Modernen Physik. (Шульц Фрайбург, 1969)
- Зигфрид Флюгге. Задачи по квантовой механике = Practical Quantum Mechanics - Volume 1 (Springer, 1971) / Пер. с англ. Б. А. Лысова, под ред. А. А. Соколова. — Изд. 2-е. — М.: Изд-во ЛКИ, 2008. — Т. 1. — 341 с. — ISBN 978-5-382-00565-2.
- Зигфрид Флюгге. Задачи по квантовой механике = Practical Quantum Mechanics - Volume 2 (Springer, 1971) / Пер. с англ. Б. А. Лысова, под ред. А. А. Соколова. — Изд. 2-е. — М.: Изд-во ЛКИ, 2008. — Т. 2. — 315 с. — ISBN 978-5-382-00564-5.
- Зигфрид Флюгге Веге и Зиле дер Физик (Springer-Verlag, 1974)
- Практическая квантовая механика Зигфрида Флюгге (Springer, 1998)